# BITNET
Das BITNET (ursprünglich Because It’s There NETwork, später als Because It’s Time NETwork bezeichnet) war ein kooperatives Rechnernetzwerk. Es verband Großrechner von wissenschaftlichen Institutionen und öffentlichen Forschungseinrichtungen in den USA. Die erste Verbindung wurde 1981 zwischen der City University of New York (CUNY) und der Yale University hergestellt.
BITNET benutzte ein einheitliches Kommunikationsverfahren, das auch von Rechnernetzen wie EARN in Europa und NetNorth in Kanada eingesetzt wurde. So entstand ein weltweites homogenes Rechnernetz. Auf seinem Höhepunkt zu Beginn der 1990er Jahre kommunizierten an die 3500 Rechner in über 1400 Organisationen miteinander. Danach wurden die Rechner immer kleiner und zahlreicher.
Das Internet übernahm die Kommunikation. Das BITNET wurde aufgelöst.

## Dienste
Der Schwerpunkt der Dienste lag zunächst bei der Kommunikation zwischen den Rechnern und zwischen Mensch und Rechner.
Eine wichtige Funktion war die Nutzung von Rechen- und Speicherkapazität entfernt aufgestellter Rechner. So konnte ein Wissenschaftler in Europa einen Rechenauftrag – kurz Job genannt – zu einem in den USA aufgestellten Rechner schicken und sich die Ergebnisse seiner Berechnungen in seinem Institut ausdrucken lassen.
Auch Dateien konnten übertragen werden, ähnlich wie mit dem File Transfer Protocol (FTP) im Internet.
Ein weiterer Dienst war die Elektronische Post (E-Mail) zur zwischenmenschlichen Kommunikation. Diese Nachrichten wurden nicht nur innerhalb BITNET/EARN/NetNorth verschickt, sondern auch in Netze, die andere Kommunikationsverfahren benutzten.
Listserv, ein ausgeklügeltes Verteilsystem für Elektronische Post, ermöglichte effektive und sichere Gruppenkommunikation. Es gab geschlossene und offene Verteilerlisten (Mailinglisten). Die geschlossenen Listen waren für einen bestimmten Personenkreis reserviert, an den offenen konnte sich jeder beteiligen.
BITNET Relay Chat war ein Dienst, der eine unmittelbare Kommunikation der Teilnehmer ermöglichte, die gleichzeitig an ihren Endgeräten saßen.
Mit einem ähnlichen Verfahren konnte man sich an einen Server wenden, um eine Datei anzufordern oder sich in eine offene Verteilerliste einzutragen.

## Weltweite Verbindungen
Zu Beginn der 1990er Jahre erstreckte sich das einheitliche Gesamtnetz über 52 Länder in fünf Kontinenten. Die Hauptbestandteile dieses Netzes waren:
- BITNET in den USA, Costa Rica und Mexiko,
- EARN in Europa und Afrika,
- NetNorth in Kanada,
- AsiaNet und CAREN in Hongkong, Indien, Korea, Malaysia, Singapur, Taiwan und Japan,
- RUNCOL und ANSP in Südamerika,
- GULFNET in den Staaten um den Persischen Golf.

Die Unterscheidung war nicht technisch, sondern politisch bedingt.

## EARN
Das European Academic and Research Network, kurz EARN, war das erste europäische Rechnernetz, durch das eine ständige Verbindung zwischen wissenschaftlichen Einrichtungen in Nordamerika und Europa hergestellt wurde. Die erste Standleitung für EARN über den Atlantik wurde 1984 geschaltet.
EARN verband die Rechner in Europa, Russland, der Türkei, Israel, Ägypten, Marokko, Algerien, Tunesien und der Elfenbeinküste. Über BITNET war eine Verbindung nach Australien, Asien, Kanada, Südamerika und in die Golfregion möglich.
Weil es keine technischen Unterschiede zwischen EARN und den übrigen Teilnetzen gab, standen allen Teilnehmern die gleichen Dienste zur Verfügung.

## Technik
Das Netzwerkprotokoll und die Rechnerprogramme waren zum Zeitpunkt der Einführung von BITNET schon verfügbar und wurden für das interne Firmennetz VNET der Firma IBM genutzt. Das Netzwerkprotokoll hieß Remote Job Entry (RJE), später Network Job Entry/Network Job Interface (NJE/NJI). Das Remote Spooling and Communications Subsystem (RSCS), auf dessen Grundlage das Netz zunächst arbeitete, war Bestandteil des Betriebssystems VM/CMS, das von vielen Universitäten und Forschungseinrichtungen eingesetzt wurde. Deshalb stand BITNET ursprünglich für Because It’s There Network. IBM stellte das Verfahren der wissenschaftlichen Öffentlichkeit zur Verfügung, auch Nicht-IBM-Rechner wurden in das Rechnernetz eingebunden. 1988 standen entsprechende Programme für die Betriebssysteme VMS (DEC), Unix, NOS (Control Data Corporation) und 25 weitere zur Verfügung.
Das Netz hatte eine starre Topologie. Jeder Rechnerknoten hatte seine festen Nachbarknoten, mit denen er unmittelbar kommunizierte. Wenn Dateien oder Rechenaufträge – Programme, Daten und Steuerinformation – zu übertragen waren, so wurden sie als Ganzes bei einem Nachbarknoten gespeichert und von dort weitertransportiert, bis sie schließlich am Ort der Bestimmung ankamen (store and forward). Der Anwender brauchte diese interne Struktur nicht zu kennen, sondern nur den Namen des Zielrechners.
Die Netztopologie wurde zentral verwaltet. Wenn Rechnerknoten entfernt wurden oder neue hinzukamen, so wurde die Information über die neue Topologie allen Administratoren zur Verfügung gestellt.
Die Rechnerknoten waren durch Standleitungen verbunden, deren Datenübertragungsraten für den Transport von Programmen und Daten ausgelegt waren. Typische Übertragungsraten in den USA waren 9,6 kbit/s oder 56 kbit/s. Später kamen Standleitungen mit einer Übertragungsrate von 1,544 Mbit/s hinzu.
Über Gateways war BITNET mit andersartigen Rechnernetzen verbunden. Über E-Mail-Gateways konnte Elektronische Post zwischen dem BITNET und dem Internet oder UUCP-basierten Netzen ausgetauscht werden.